# Maszewo
Maszewo, tyska: Massow, är en stad i nordvästra Polen, belägen i distriktet Powiat goleniowski i Västpommerns vojvodskap, mellan städerna Goleniów och Stargard Szczeciński vid floden Stepnica. Staden har 3 337 invånare (år 2013) och är centralort i en stads- och landskommun med totalt 8 717 invånare.

## Sevärdheter
- Vårfrukyrkan i stadens centrum, en treskeppig hallkyrka från 1200-talet.
- Delar av stadsmuren från 1300-talet är bevarade.

## Vänorter
- Loitz, Mecklenburg-Vorpommern, Tyskland
- Mölln, Schleswig-Holstein, Tyskland